# Jaime Guaracas
Jaime Guaracas ou Jaime Guaraca( ? - 5 mai 2020) est un fondateur et ancien dirigeant des FARC. Il commence sa trajectoire dans les guérillas libérales du sud du Tolima entre 1949 et 1953 avant de participer aux combats de Marquetalia en 1964, aux côtés de Manuel Marulanda Vélez et Jacobo Arenas. Il est devient en 1982 membre du secrétariat, l'instance suprême des FARC. À ce titre, il participe à des négociations de paix avec le gouvernement de Belisario Betancur et est signataire en 1984 des accords de La Uribe,. Quelques années plus tard, il cesse son activité dans la guérilla pour raisons de santé. Il prend toutefois part comme négociateur aux négociations de paix de La Havane entre 2012 et 2016 avec l'équipe de négociation des FARC. Jaime Guaracas meurt le 5 mai 2020 à La Havane, âgé de 88 ans.